# Примерный мальчик
«Приме́рный ма́льчик» — эстрадное музыкальное произведение в жанре авторской песни с элементами социально-политического протеста. Слова и музыка Игоря Талькова (до 1987 года). Песня получила известность после исполнения Валерием Леонтьевым в рамках программы певца «Мне кажется, что я ещё не жил» (1990), а также после студийных изданий песен Игоря Талькова (с 1993 года) — в исполнении автора.

## История создания
Песня «Примерный мальчик» была написана Игорем Тальковым до 1987 года как автобиографическая. Первое время песня не имела известности и была замечена после того, как Тальков передал эту песню популярному в то время певцу советской эстрады Валерию Леонтьеву. В 1988 году Леонтьев исполнил эту песню в рамках своей концертной программы, а затем издал её в своём студийном альбоме «Дело вкуса», после чего песня получила популярность.
Песня также исполнялась Игорем Тальковым в рамках собственных концертных программ, но на второстепенных ролях. Первые студийные издания песни «Примерный мальчик» в исполнении Игоря Талькова произошли только в 1993 году, уже после гибели поэта.

## Мнения
Исследователь песенной поэзии Игоря Талькова, доктор филологических наук Илья Ничипоров назвал «Примерный мальчик» Игоря Талькова исповедальным стихотворением, проникнутым самоиронией. В нём, по мнению автора, рефлексия о собственном жизненном и творческом пути поэта приобретает характер обобщения с судьбой поколения, которое формировалось в атмосфере общественной лжи и лицемерия. Сознание большинства современников Талькова, деформированное советской педагогикой, оказалось сбито и лишено бытийных ориентиров, в истории взросления и внутреннего становления лирического «я» их участь преломилась. По этой причине весьма противоречивое выражение имеют духовный поиск героя, его стремление к личностной свободе, самоидентификации, а также формы социального протеста (одновременно «не такие» книги, рок и храм).
Литературный критик Генрих Митин отмечает, что в 1987 году, совсем накануне 1000-летия Крещения Руси песня Талькова «Примерный мальчик» не прошла в радиоэфир из-за наличия там слов: «рок» и «храм». Но уже в следующем году Тальков был приглашен на массовый концерт во Дворце спорта в Лужниках именно для исполнения этой и только этой «песенки».
Протоиерей Михаил Ходанов, исследовавший творчество русских поэтов XX века, написал, что Игорь Тальков, протестуя песней «Примерный мальчик» против «совков» и «безбожного социализма», советской рутины и «обезлички», своё гражданское возмущение и духовное неприятие происходившего выражает симпатией к Церкви, но делает это в несколько наивной форме, сочетая, по мнению автора, несочетаемое: Церковь и рок.
Литературный критик Владимир Бондаренко выражает мнение, что Талькова брали на широкую эстраду как автора «Чистых прудов» или в крайнем случае «Примерного мальчика», как молодую поросль, наивного мальчика, только отслужившего в армии и настроенного на лирический элегический лад.

## Другие исполнения
Песня Игоря Талькова «Примерный мальчик» была исполнена в 1990 году популярным певцом Валерием Леонтьевым, что и принесло ей первую известность. Песня была включена в альбом Леонтьева «Дело вкуса».

## Издания

### В дискографии Валерия Леонтьева
- «Дело вкуса» (1990)

### В дискографии Игоря Талькова
- «Я вернусь» (1993);
- «Спасательный круг» (1996);
- «Призвание» (2001);

## Дополнительная информация
В 1988 году, когда на концерте «Взгляд представляет!» в Лужниках, организованной программой «Взгляд» в качестве разрешенной к исполнению Талькову была утверждена песня «Примерный мальчик». Но Тальков отступил от программы и по факту исполнил на концерте неразрешенные песни «Кремлёвская стена», «Стоп, думаю себе!» и «Враг народа», что закончилось скандалом и запретом Талькову участвовать когда-либо в дальнейшем в программе «Взгляд». Эта ситуация была также описана Тальковым в его книге «Монолог». Позже в песне «Метаморфоза» он напишет: «Комсомольская бригада назвалась программой Взгляд».
Во время исполнения песни «Примерный мальчик» Тальковым 5 октября 1991 года, за день до убийства певец выступал один с акустическим концертом в техникуме в Гжели, и во время выступления на его гитаре оборвалась струна, что рассматривалось в журналистике и публицистике как «плохая примета для любого музыканта». Проводились также параллели, что струна оборвалась ровно за одни астрономические сутки до убийства певца.